# 장베르트랑 아리스티드
장베르트랑 아리스티드(프랑스어: Jean-Bertrand Aristide, 1953년 7월 15일~)는 민주적으로 처음으로 선출된 아이티의 대통령(1991, 1993~1994, 1994~1996, 2001~2004)이었다. 그는 1990년대 동안 카리브해에서 가장 눈에 띄고 현저한 지도자들 중의 하나였다. 빈곤한 가톨릭 성직자로서, 그리고 아이티 공화국에서 사회 개혁자로서 그의 업적은 1990년 12월 16일 아이티의 대통령으로 자신의 선거에서 절정에 달한 정치 경력으로 그를 이끌었다.

## 어린 시절
장베르트랑 아리스티드는 아이티의 남서부에 위치한 농촌 공동체 포르살뤼에서 태어났다. 그의 부친은 그가 태어난 곧 후에 사망하였다. 아리스티드와 그의 단 하나의 누이는 수도 포르토프랭스로 이주하여 거래인과 상인으로 일하면서 자식을 지원한 자신들의 모친에 의하여 키워졌다. 자신의 회고록에 그는 항상 확대된 가족 및 친척과 함께 채워진 많은 다른 집들에서 생활을 회상한다. 그의 외가는 자신들의 필요성들을 위하여 제공하는 데 자신들의 대지를 경작면서 생존할 수 있었던 토지 소유 농민 계급으로 속하였다.
어린이로서 아리스티드는 다른 주민들과 대지를 나누었던 자신의 친조부의 관대한 행동에 긍정적인 영향을 받아 자신들이 먹는 데 필요했던 것들을 경작할 수 있었다. 그의 조부는 가끔 불우 이웃들의 다툼과 분쟁을 중재했던 공동체 지도자로서 보였다. 어린 아리스티드가 수도로부터 방문하러 올 때마다 그의 조부는 그가 공동체로부터 주민들과 함께 상호 작용한 것을 확실히 하였다. 일찍부터 그의 조부는 자신의 손자에 평등, 나눔과 사회 정의의 가치들을 배양하였다.

## 교육
아스트리드는 포르토프랭스의 살레시오회 수도사들로부터 전통적인 가톨릭 교육을 받았다. 그들이 그를 견고한 도덕적, 그리고 종교적 가치들에 주입했던 동안 그들은 그가 프랑스의 문화적 전통을 받아들이고 아이티의 것들을 무시하도록 강요하였다. 마르티니크에서 온 프란츠 파농처럼 아리스티드는 프랑스어를 하고 성직자와 상류층 계급의 일원들 둘다에 의하여 경멸된 자신의 모국어 크리올어를 완전히 피하는 데 강요되었다.
자신의 이른 학교 세월 동안 아리스티드는 자신의 전체 수업들에서 탁월했고 조국의 정치적, 그리고 사회적 억압을 탈출하는 데 열심히 공부하였다. 이른 나이부터 그는 살레시오회 수도사들에 의하여 제공된 영적 대안으로 끌렸고 결국적으로 사제직에 매료되었다. 그는 "나의 매우 깊은 추억들에 난 더욱 강하게 자라난 타고난 성향, 필요, 확실성 외에는 아무것도 찾지 못하였다."고 말했다.
사제직을 향한 영적 소명에 이어 아리스티드는 1966년 카프아이티엥에서 살레시오회 신학교에 입학하여 아이리스 영적과 학문적 생활 둘다를 배양하였다. 그는 독재자 프랑수아 뒤발리에의 정권 동안 아이티를 둘러싼 정치적 억압과 빈곤을 이해하는 의미들로서 자신을 이론적 학문들에 열중시켰다. 그는 자신에게 친교는 소통을 의미했기 때문에 다른 주민과 문화들을 이애하는 방향으로서 언어들에 전념하였다. 그의 신학 경험은 독트린이 빈민들을 돕는 데 중심을 둔 살로시오회 규칙의 창립자 존 보스코의 독트린에 전념하였다.
아리스티드는 21세의 나이에 자신의 신학 훈련을 끝냈고, 도미니카공화국에서 수련 기간을 완료하였다. 그는 아이티에서 1979년 학부 심리학 학위를 받았고, 그 동년에 그는 자신의 명령으로 이스라엘로 보내져 성서 연구에 고급 훈련을 추진하였다. 1982년 자신이 아이티로 귀국했을 때 그는 성직자로서 임명되어 포르토프랭스에서 생조제프 교구에 지정되었다. 하지만 교회가 위험을 나타낸 사회적, 그리고 정치적 변화를 위하여 촉매가 돼야 한다는 그의 견해는 당시 뒤발리에 정권의 침묵의 공범자로서 활동한 가톨릭 교회를 위하여 위험을 나타냈다. 그러므로 동년에 그는 논쟁적인 태도들을 가진 성직자들의 견해들을 변화시키는 데 전문적이었던 신학교로 캐나다에 보내졌다. 캐나다의 신학 지도자들은 그의 견해들을 변화시키는 데 필요성이 없는 것을 보았고 대신 그를 몬트리올 대학교로 보내 그는 성경 신학에서 석사 학위를 완료하였다. 그는 1985년 심리학에서 박사 학위를 위하여 교과 과정을 끝냈으나 자신의 박사 학위 논문을 전혀 끝내지 않았다.

## 경력

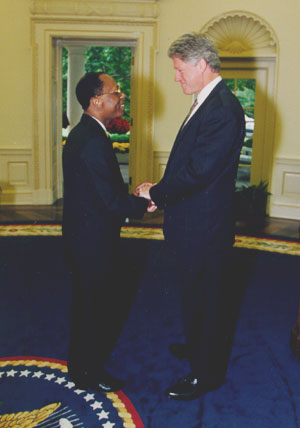
1994년 백악관에서 빌 클린턴 대통령과 함께

캐나다에서 체류를 완료한 후, 아리스티드는 1985년 아이티로 귀국하여 아이티 사회의 사회적과 경제적 절망에 의하여 충격을 받았다. 뒤발리에 정권이 끝났어도 10년의 세월 동안 전제정치를 보호하고 정권과 불동의한 이들에 살인과 억제에 종속한 민간 시민의 비공식 군대 통통 마쿠트 (프랑스어: Tonton Macoute)의 억제 권력을 아직도 이용한 앙리 낭피 장군의 군사 통치에 의하여 대체되었다. 실업, 사회적 불평등, 공중 의료시설의 부족과 에이즈가 아이티에 영향을 미친 몇가지 질병들이었다. 아리스티드는 생장 보스코 성당에서 성직자로서 과제가 주어졌고 포르토프랭스에서 국립 예술·공예 학교의 연구 석사로 임명되었다. 하지만 그의 신부직은 억압을 받은 사회적과 정치적 평등을 가져오는 데 수단으로서 교회를 이용하는 것을 주창하는 제3세계에서 인기있는 종교 운동인 해방 신학의 신조들에 빠르게 전념하였다.
생장 보스코 성당에 있던 동안 아리스티드는 빈곤과 정치적 탄압의 희생자들이었던 아이티 어린이들의 평안을 촉진하는 데 "파밀리 세라비"로 알려진 사역을 시작하였다. 동시에 그는 자신의 강대를 아이티 국민들에게 해방의 전갈을 설교하는 데 이용하였다. 사회적과 정치적 변화를 주창한 그의 대립적인 견해들은 그를 가톨릭 계층과 군사 정권과 함께 빠르게 그를 위태롭게 하였다. 아리스티드는 3개의 암살 시도들의 희생자였다. 그의 논쟁적인 정치적 믿음들 때문에 그는 1988년 살레시오회 규칙으로부터 배제되었다.
자신의 제명에 불구하고, 1990년 또다른 군사 쿠데타 후에 아리스티드는 자신의 해방 업무를 지속하여 과도정부가 임명되었고, 그는 판미 라발라스 당에 대통령직을 위하여 출마하기로 결정하였다. 자신의 대통령직의 시작에 그는 아이티의 보건, 교육과 경제에 영향을 미치는 데 사회적 변화의 진보적인 의제를 실행하는 데 노력하였다. 그의 핵심 원칙들 중의 하나는 농지 개혁이었다.
직무에서 그의 첫 달들에 아리스티드는 적절하고 도덕적인 지도자로서 인식되었으나 어떤 판미 라발라스 당의 추종자들은 옛 정권의 일원과 지지자들에 폭력 행위에 종속하였고 아리스티드는 이 행위들에 비난을 받았다. 가톨릭 교회는 빠르게 아리스티드를 고발하였고 그를 불신하기 위한 캠페인을 시작하였다. 추가로 아이티의 부유하고 강력한 지배 계급의 일원들은 특히 농지 개혁의 개념에서 사회적과 경제적 변화에 관한 그의 일정에 참여되었다. 부정적인 기후와 적대감은 결국적으로 그의 최고 장교 라울 세다르에 의하여 일으켜진 쿠데타에 결과를 가져왔다.
베네수엘라와 미국에서 3년 망명 생활 동안 그는 아이티로 민주주의의 복직을 위한 목소리의 옹호자였다. 결국적으로 국제적 압력은 세다르를 물러나는 데 강요하였고, 아리스티드는 1994년 10월 15일 복직되었다. 그는 자신이 연속적인 두번째 기간을 위하여 출마하는 것으로부터 금지되었어도 기간을 완료하는 데 허용되었다. 1995년 그의 가장 가까운 동료들 중의 하나이자 자신의 위임 아래 전 총리 르네 프레발이 아리스티드를 대체하는 데 선출되었다.
아리스티디의 인도주의적 견해와 입장들에 불구하고, 대통령으로서 그의 첫 기간은 그의 전임자들과 거의 동등했던 부패의 상당한 유혈사태와 주장들에 의하여 표시되었다. 국제 공동체는 대통령직에서 그의 첫 기간 동안 아리스티드의 변화를 유도한 의미들을 의문하였다. 그는 자신의 정치적 상대들에 폭력을 주창하고 정신적으로 몸이 안좋았던 것으로 기소되었고, 어떤 사람들은 이전자들 만큼 부패로서 그의 정부에 낙인을 찍히게 하였다.
2000년 11월 26일 그는 권력적인 판미 라발라스당 아래 아이티의 대통령으로서 두번째 기간으로 선출되었다. 그는 일반 투표의 92 퍼센트와 함께 이겼으나 다른 주요 정당들은 선거에 참가하는 데 거부하였다. 아리스티드는 2001년 2월 7일 대통령으로서 자신의 두번째 기간을 시작하였다. 국제 공동체의 일원들과 그의 위임의 정당성을 인정하는 것을 거부한 아이티의 사업 부문들 중에 심각한 항의들이 있었다. 아이티의 대중과 하층 계급들이 아리스티드와 경제적과 사회적 개혁의 그의 이전 기반을 신임하였어도 아리스티드를 반자본주의 성향으로 본 사업 부문들의 일원들 중에 상당한 수준의 불신이 있었다. 이러한 인식을 알던 아리스티드는 심각한 변화들을 일으키는 데 조심스럽게 접근하였다. 아이티는 경제적 성장과 번영을 가져올 새로운 정책들을 지속적으로 필요하였다. 아이티의 국민과 국제 공동체의 일원들은 둘다 만약 아리스티드가 아이티로 변화를 가져올 수 있고 그의 도덕적과 인도주의적 믿음들을 긍정적인 활동으로 변형할 수 있다면 보는 데 기다라고 있다.

## 업적
아리스티드 대통령의 리더십 아래 그의 당은 많은 주요 개혁들을 구현하였다. 이것들은 일반 인구를 위한 보건과 교육으로 거대하게 증가하는 접속, 성인 문해력과 범죄고 기소된 자들의 보호를 증가시키고, 판사를 위한 훈련을 향상시키고, 인신매매를 금지시키고, 향상된 인권과 정치적 자유를 설립하고, 최저 임금을 두배로 하고, 작은 농부들에게 토지 개혁과 원조를 실시하고, 어부들에게 보트 건설 훈련을 마련하고, 시장 가격 아래에 빈민들에게 저가격 식품을 마련하는 데 식량 분배 조직망을 설립하고, 저가 주택을 건설하고 정부 부패의 수준을 줄이는 데 시도를 포함하였다.

## 정치
휴먼 라이츠 워치는 아리스티드 대통령 아래 아이티 경찰대와 그의 정치적 지지자들을 반대 집회들에 공격들에 관하여 기소하였다. 그들은 또한 무장 반군 단체들의 출현은 "국가의 민주주의적 기관 및 절차들"을 반영한 아리스티드를 축출하는 데 추구하고 있었다는 것을 말하기도 하였다. 무장 반군 준군사 조직들에 상세한 연구는 이 단체들이 아이티의 엘리트층, 도미니카공화국 정부의 부문들과 외국 정보 중 소수의 중요한 지원을 받았다는 것을 찾아냈다. 무인 아이티 경찰은 전직 육군 준군사 반군들에 의하여 이끌어진 국경 넘어 공격들을 방어하는 것을 향하였다.
그가 "그에게 그가 자격이 있는 것을 주는 데 망설이지 말아라. 얼마나 아름다운 도구인가! 얼마나 아름다운 수단인가! 얼마나 아름다운 장비인가! 그것은 아름다우며, 그래 그것은 아름답고, 귀엽고, 예쁘고, 좋은 냄새를 가졌고 너가 어디를 가나 너는 그것을 흡입할 것이다."라고 말했던 곳에 군대와 암살단이 일원들이 그를 암살하려고 시도했던 겨우 후에 일어난 1991년 8월 27일 비디오의 표면이 아리스티드에 의한 연설의 일부를 보였다. 비평가들은 그가 야당 활동가들을 "목걸이로 묶는" 관행을 지지하고 있었다 - 사람의 목의 주위로 가솔린에 담근 타이어를 놓아 타이어가 타오르게 세웠다는 것을 주장하며 그것은 그가 사실 자신들에게 권한을 부여하는 데 헌법을 이용한 사람들에 관하여 말하고 있었어도 나타난다. 연설에서 일찍이 그는 "손에 당신의 도구, 손에 당신의 수단, 손에 당신의 수건, 손에 당신의 연필, 손에 당신의 헌법, 그에게 그가 자격이 있는 것을 주는 데 망설이지 말아라"라고 말하면서 인용되었다.
인권 침해에 대한 비난들이 있었어도 아이티에 있는 OAS/UN 국제 민간 임무 (프랑스어 두문자어로 MICIVIH)는 아이티에서 인권 상황이 1994년 아리스티드의 권력으로 복귀에 이어 극적으로 향상되었던 것을 찾아냈다. 2004년 아리스티드의 아프리카로 출국 후에 국제앰네스티는 아이티가 "심각한 인도주의와 인권 위기로 내려가고" 있었다는 것을 보고하였다. BBC 특파원들은 아리스티드는 아이티에서 빈민들의 옹호이자 많은이들과 함께 인기있는 것으로 남아있는 것으로 보였다고 말한다. 2012년까지 아리스티드는 국가에서 아무 정치인의 가장 큰 기반을 가졌고, 아이티가 여태까지 가진 단 하나의 정말 인기있고 민주적으로 선출된 지도자로 숙고되었다.
어떤 공무원들에 미국 대법원에 의하여 기소되었다. 아리스티드와 거래를 했던 회사들은 IDT, 퓨션 통신사와 스카이텔을 포함하였으며 비평가들은 첫 2개의 회사들이 정치적 연결들을 가졌다고 주장한다. AT&T는 보고적으로 "마운트 세일럼"으로 송금하는 데 거절하였다. 아리스티드의 지지자들은 이전 대통령에 대한 부패 혐의는 선거에 출마하는 것으로부터 인기있는 지도자를 간직하는 데 고의적인 시도라고 말한다.

## 개인 생활
아리스티드는 언어의 타고난 재능을 가졌고 결국적으로 프랑스어, 라틴어, 그리스어, 이탈리아어, 히브리어, 스페인어, 영어, 독일어와 포르투갈어를 배웠다. 그는 스포츠, 스카우팅과 음악에서 지도적이 되었다.
그는 밀드레드 트루요와 결혼하여 2명의 딸을 두었다.

## 역대 선거 결과
| 선거명           | 직책명          | 대수 | 정당          | 득표율 | 득표수      | 결과 | 당락 |
| ---------------- | --------------- | ---- | ------------- | ------ | ----------- | ---- | ---- |
| 1990-1991년 선거 | 아이티의 대통령 | 37대 | 고생하는 인민 | 67.89% | 1,107,125표 | 1위  |      |
| 2000년 선거      | 아이티의 대통령 | 39대 | 판미 라발라스 | 91.68% | 2,632,534표 | 1위  |      |

## 같이 보기
- 오퍼레이션 업홀드 데모크라시
- 2004년 아이티 쿠데타